# Judenpogrome im besetzen Polen im Sommer 1941
Die Judenpogrome im besetzen Polen im Sommer 1941 waren eine Vielzahl von Pogromen polnischer Bürger von Kleinstädten der heutigen Woiwodschaft Podlachien an jüdischen Mitbewohnern im Sommer 1941, bei denen mehrere Tausend Menschen ermordet wurden. Sie fanden während der Besetzung Ostpolens durch die Wehrmacht im Zuge des Überfalls auf die Sowjetunion statt. Sie wurden regelmäßig von deutschen Einheiten zumindest inspiriert. Allein im späteren Bezirk Bialystok kam es in 29 Orten zu Ausschreitungen gegen Juden, auf dem Gebiet des ganzen ehemaligen Nordostpolens (Westweißrussland nach der sowjetischen Annexion) waren es 67.

## Historischer Hintergrund
Die Regionen Łomża und Podlachien gehörte zu jenem Teil Polens, welcher im September 1939 durch den deutsch-sowjetischen Nichtangriffspakt an die Sowjetunion fiel. Die sowjetischen Besatzer machten sich sofort daran, die polnische Vorkriegsordnung durch eine sowjetische zu ersetzen, dabei war es ihnen wichtig, die alten politischen und sozialen Eliten zu zerschlagen. Um diese Ziele durchzusetzen, gingen sie mit einer für diese eher landwirtschaftlich geprägte Region bisher unbekannten Gewalt vor, zu der Verhaftungen, Folter, Deportationen, Zwangsumsiedlungen, Enteignungen und Erschießungen gehörten.
Die jüdische Bevölkerung wurde ebenfalls verfolgt, das sowjetische System bot für sie aber teilweise auch soziale Aufstiegschancen. Zu den in der polnischen Bevölkerung bereits zuvor verbreiteten antisemitischen Vorurteilen, die durch wirtschaftliche, soziale und religiöse Konflikte entstanden waren, kam das Bild der Juden als vermeintliche Nutznießer der sowjetischen Okkupationsherrschaft hinzu.
Der deutsche Überfall auf die Sowjetunion am 22. Juni 1941 wurde daher von Teilen der polnischen Bevölkerung begrüßt, da die deutschen Soldaten als Befreier wahrgenommen wurden. Die nationalistische und antisemitische Partei Nationaldemokratie hatte vor 1939 in der polnischen Bevölkerung einen starken Rückhalt.

## Massaker
Die Regionen Łomża und Podlachien wurden von der Wehrmacht bereits in der ersten Woche des Unternehmens Barbarossa besetzt, da die sowjetischen Besatzer die Region fluchtartig verließen.
Die Ausschreitungen der Bevölkerung gegen Juden begannen bereits unmittelbar nach dem Rückzug der Roten Armee noch vor dem Einmarsch der deutschen Einheiten. Es entstanden Milizen, die sich unter anderem aus Personen zusammensetzten, die sich zuvor in sowjetischer Gefangenschaft befunden hatten. Motive für die Übergriffe waren Rache, Antisemitismus oder Raffgier nach Beute. Der Verlauf der Massaker war jedoch unterschiedlich. Während in Szczuczyn die Wehrmacht den Ausschreitungen zunächst Einhalt gebot und die Feindseligkeiten nach deren Abzug wieder aufflammten, als die Einsatzgruppen die Kontrolle übernahmen, wurden sie an anderen Orten von den deutschen Einheiten von Anfang an befeuert.
Unterschiedlich war auch das Verhalten der örtlichen polnischen Eliten. Während in Knyszyn, Grajewo und Jasionówka die örtlichen Priester größere Massaker verhindern konnten, stachelten andere Geistliche zu Programmen an oder verweigerten um Hilfe bittenden Juden ihre Unterstützung. Teilweise nahmen auch deutsche Einheiten an den Massakern teil. Neben Juden wurden auch nichtjüdische Polen ermordet, denen man Kollaboration mit der Sowjetunion vorwarf. Zu den größten Massakern zählten:
- Massaker von Jedwabne
- Massaker von Radziłów
- Massaker von Wąsosz
- Massaker von Szczuczyn
- Massaker von Bzury
- Massaker von Goniądz
- Massaker von Rajgród
- Massaker von Skaje
- Massaker von Jasionówka
- Massaker von Kolno
- Massaker von Suchowola
- Massaker von Tykocin
- Massaker von Brańsk
- Massaker von Lipnik
- Massaker von Danowo
- Massaker von Dzięgiele

## Aufarbeitung
In der Volksrepublik Polen wurde für die Massaker ausschließlich die deutsche Besatzungsmacht verantwortlich gemacht. Erst 2001 geriet die Beteiligung der polnischen Zivilbevölkerung in den Fokus der öffentlichen Aufmerksamkeit, nachdem der polnischstämmige, in den USA arbeitende Historiker Jan Tomasz Gross im Jahr 2000 das Buch Nachbarn. Der Mord an den Juden von Jedwabne veröffentlicht hatte. Diese Veröffentlichung leitete eine Aufarbeitung des Massakers von Jedwabne und anderer von Polen an Juden begangene Massaker im Zweiten Weltkrieg überhaupt ein und löste nicht nur in Polen eine intensive Diskussion aus – insbesondere, da Gross der polnischen Gesellschaft insgesamt eine latente antijüdische Grundhaltung attestierte.
Darüber hinaus behauptete er, dass Generationen von Historikern die Ereignisse von Jedwabne bewusst verschwiegen hätten. 2006 verabschiedete die damalige PiS-Regierung als Reaktion auf die Veröffentlichung von Gross ein als „Lex Gross“ bekanntes Gesetz, das jeden, der „die polnische Nation öffentlich der Teilnahme, Organisation oder Verantwortung für kommunistische oder nationalsozialistische Verbrechen bezichtigt“ mit einer bis zu dreijährigen Haftstrafe bedrohte. Dieses Gesetz wurde 2008 vom polnischen Verfassungsgericht aufgehoben.
Im August 2011 wurde die Gedenkstätte von Jedwabne von unbekannten Tätern beschädigt.
Mit seinem Film Pokłosie stieß der polnische Regisseur Władysław Pasikowski die Diskussion in Polen 2012 erneut an. Bis heute wird die Aufarbeitung der Geschehnisse von einem großen Teil der polnischen Öffentlichkeit abgelehnt, die das Geschichtsbild ablehnen, nach welchem Polen in einigen Fällen die Verbrechen der deutschen Besatzungsmacht unterstützten und mit ihr kollaborierten.